# Chrysops asbestos
Chrysops asbestos är en tvåvingeart som beskrevs av Philip 1950. Chrysops asbestos ingår i släktet Chrysops och familjen bromsar. Inga underarter finns listade i Catalogue of Life.